# 영주 휴천리 지석 및 입석
휴천리 지석 및 입석(休川里 支石 및 立石)은 대한민국 경상북도 영주시 휴천1동에 있는 지석묘와 입석이다. 1977년 7월 15일 경상북도의 기념물 제24호로 지정되었다.

## 개요
지석묘와 입석은 우리나라 선사시대 중에서도 청동기시대에 살았던 사람들의 무덤과 기념물로 알려져 있어 역사적으로 가치가 높다.
지석묘는 청동기시대의 대표적인 무덤으로 고인돌이라고도 부르며, 주로 경제력이 있거나 정치권력을 가진 지배층의 무덤 형태로 알려져 있다. 우리나라의 고인돌은 4개의 받침돌을 세워 지상에 돌방을 만들고 그 위에 거대하고 평평한 덮개돌을 올려 놓은 탁자식과, 땅 속에 돌방을 만들고 작은 받침돌을 세운 뒤 그 위에 덮개돌을 올린 바둑판식으로 구분된다.
경상북도 영주시 휴천동에서 발견된 이 고인돌은 바둑판식으로, 발굴조사가 이루어지지 않아 하부구조가 어떠한 형태인지는 알 수 없다.
입석은 다른 말로는 선돌이라고 부르며, 땅 위에 한 개 또는 몇 개의 큰 돌기둥을 세운 형태를 하고 있는데, 당시 부족간의 경계표시 또는 기념비의 성격을 지니고 있다고 추측된다.
이와 같이 고인돌과 선돌이 있다는 것은 이곳 일대에 과거 오래 전부터 우리의 먼 조상이 살았음을 알려주는 증거이다. 특히 고인돌과 선돌이 함께 있는 것은 우리나라에서는 매우 희귀한 예에 속한다.

## 참고 문헌
- 휴천리지석및입석 - 국가유산청 국가유산포털